# François Delga
Pour les articles homonymes, voir Delga.
François Delga, né le 14 mai 1919 à Lautrec et mort le 22 juin 2016 à Toulouse, est un homme politique français. 

## Biographie
Il meurt à Toulouse le 22 juin 2016.

## Détail des fonctions et des mandats
Mandat parlementaire
- 28 septembre 1986 - 1er octobre 1995 : Sénateur du Tarn

Mandats locaux
- 1955 - 1992 : Conseiller général du canton de Lautrec
- 1965 - 2001 : Maire de Lautrec